# Рош-ха-Никра (гроты)
Гро́ты Рош-ха-Никра́ (ивр. ראש הנקרה‎ — «начало гротов», ראש‎ рош — «голова, глава; начало», נקרה‎ никра — «грот», от נקר‎ нака́р — «расковырял, проделал дырку», также «клевал, долбил клювом») — геологическое образование на севере Израиля, на границе с Ливаном. Комплекс расположен на берегу Средиземного моря, в Западной Галилее, к северу от города Нагария. Грот Рош-ха-Никра представляет собой карстовую пещеру, образованную путём вымывания породы из горы Рош-ха-Никра, состоящей целиком из известняка. Морские пещеры появились вследствие серии подземных толчков, в результате которых в скальной породе появились трещины. Дождевая вода, на протяжении длительного времени просачивавшаяся сквозь эти трещины, и морские волны, бившиеся о скалы, создали гроты. Полная длина пещеры составляет примерно 200 метров.
В горе также начали рыть тоннель в 1941, а в 1942 году была построена железная дорога, по которой до 1948 года проходило железнодорожное сообщение между Палестиной и Ливаном.
Тоннель был взорван отрядами Хаганы 14 марта 1948 года во время арабо-израильской войны 1947—1949 годов (в Израиле известной как Война за независимость) для предотвращения вторжения ливанских войск.
Для облегчения доступа туристов к гроту в 1968 году в скале была пробита смотровая галерея общей длиной около 400 метров. Комплекс оборудован канатной дорогой для облегчения спуска с горы к тоннелям. Канатная дорога включает два вагончика (красный и жёлтый) вместимостью до 15 человек каждый. Путь в одну сторону занимает около минуты.
В настоящее время Рош-ха-Никра — заповедник, охраняемый государством Израиль.
Пешеходный маршрут, проходящий через карстовые скальные породы, позволяет посетителям полюбоваться гротами. Может не работать в зимний период и во время штормов.

## Галерея

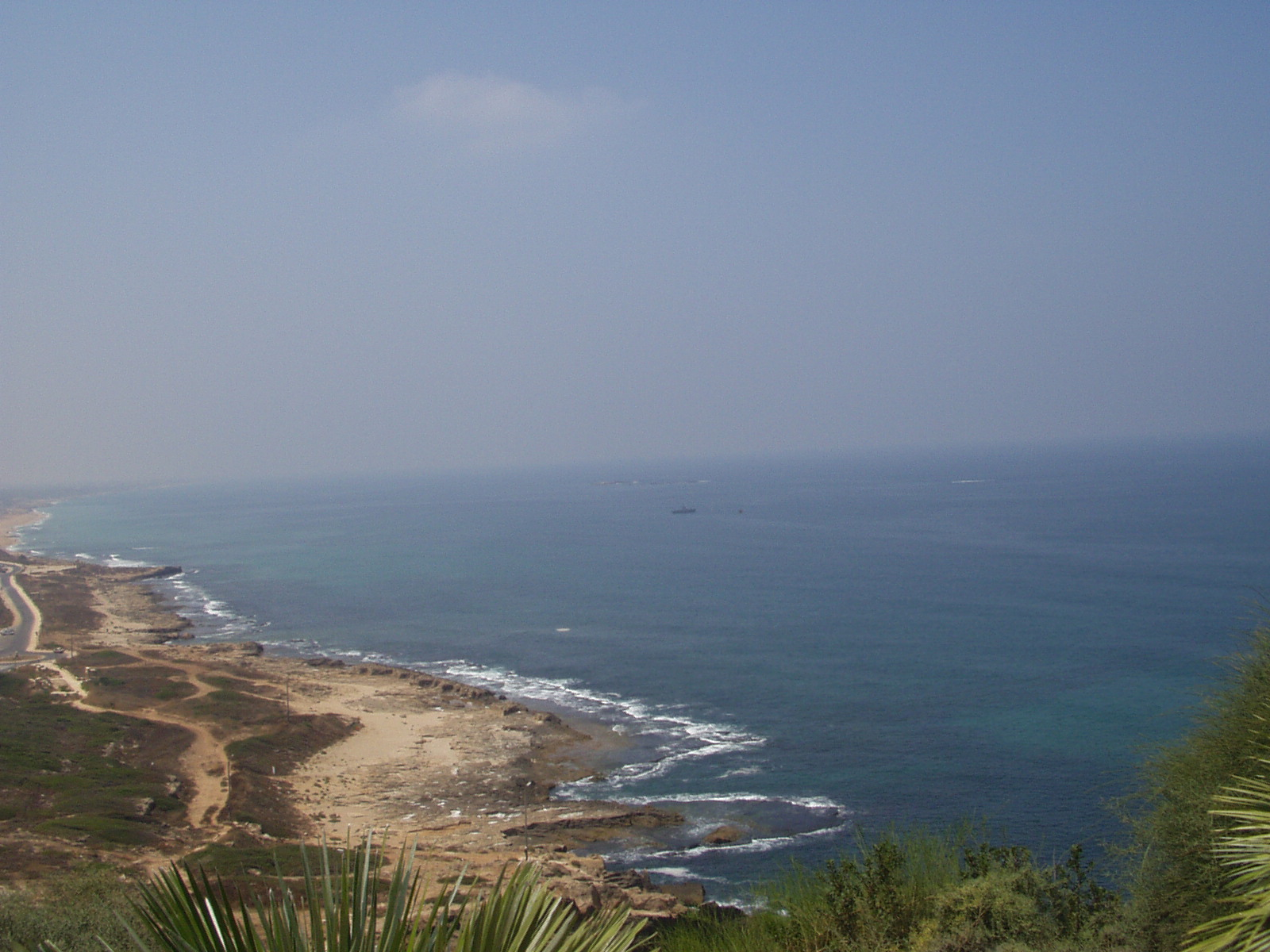
Побережье около Рош-ха-Никра
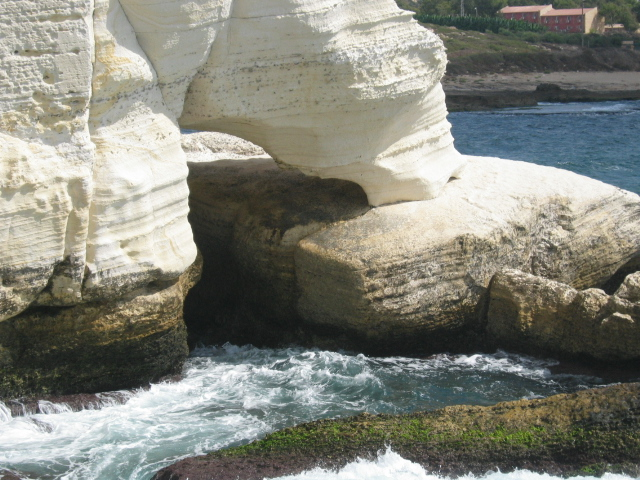
Рош-ха-Никра
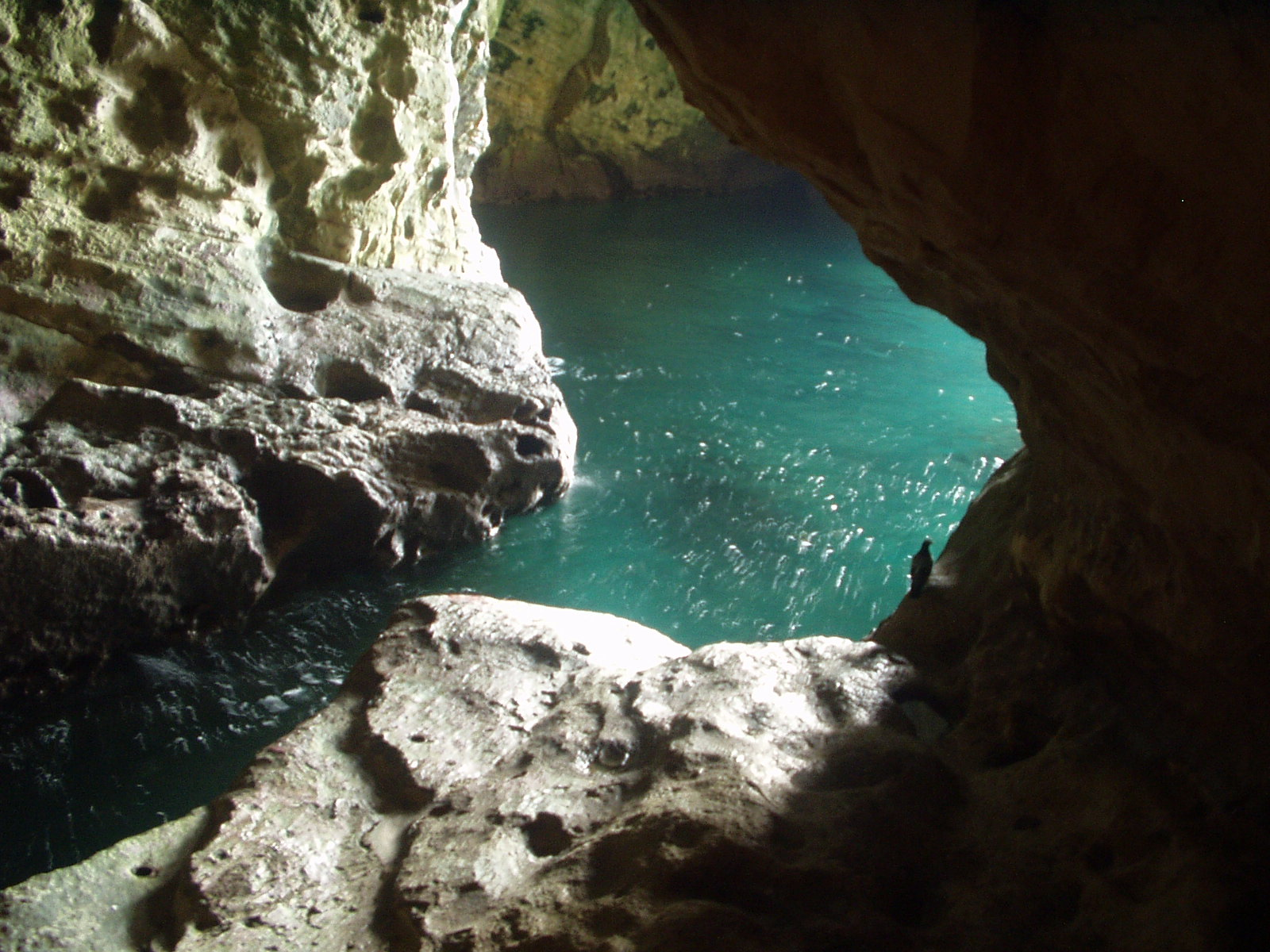
В гроте Рош-ха-Никра
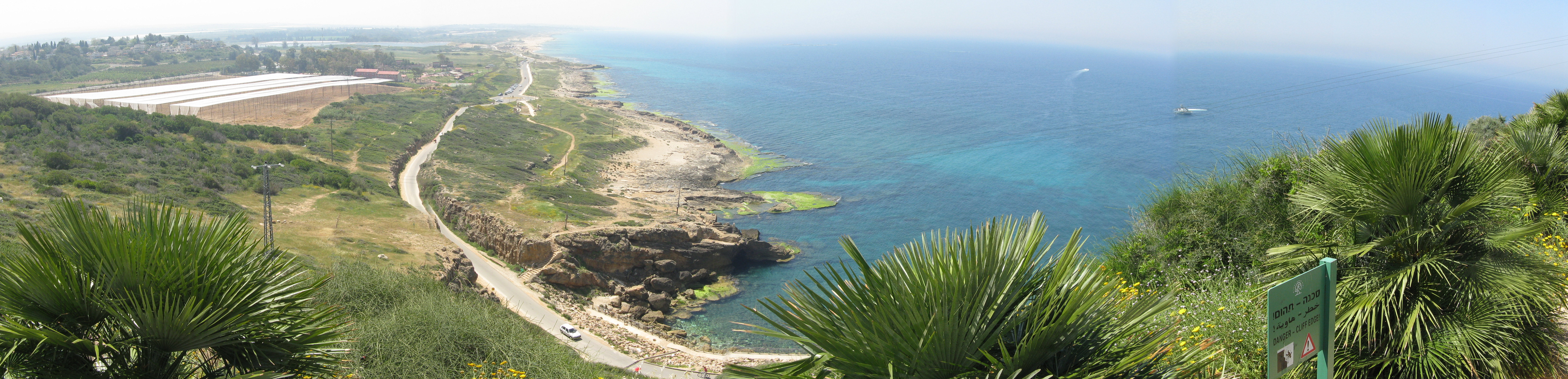
Панорама с горы Рош-ха-Никра.
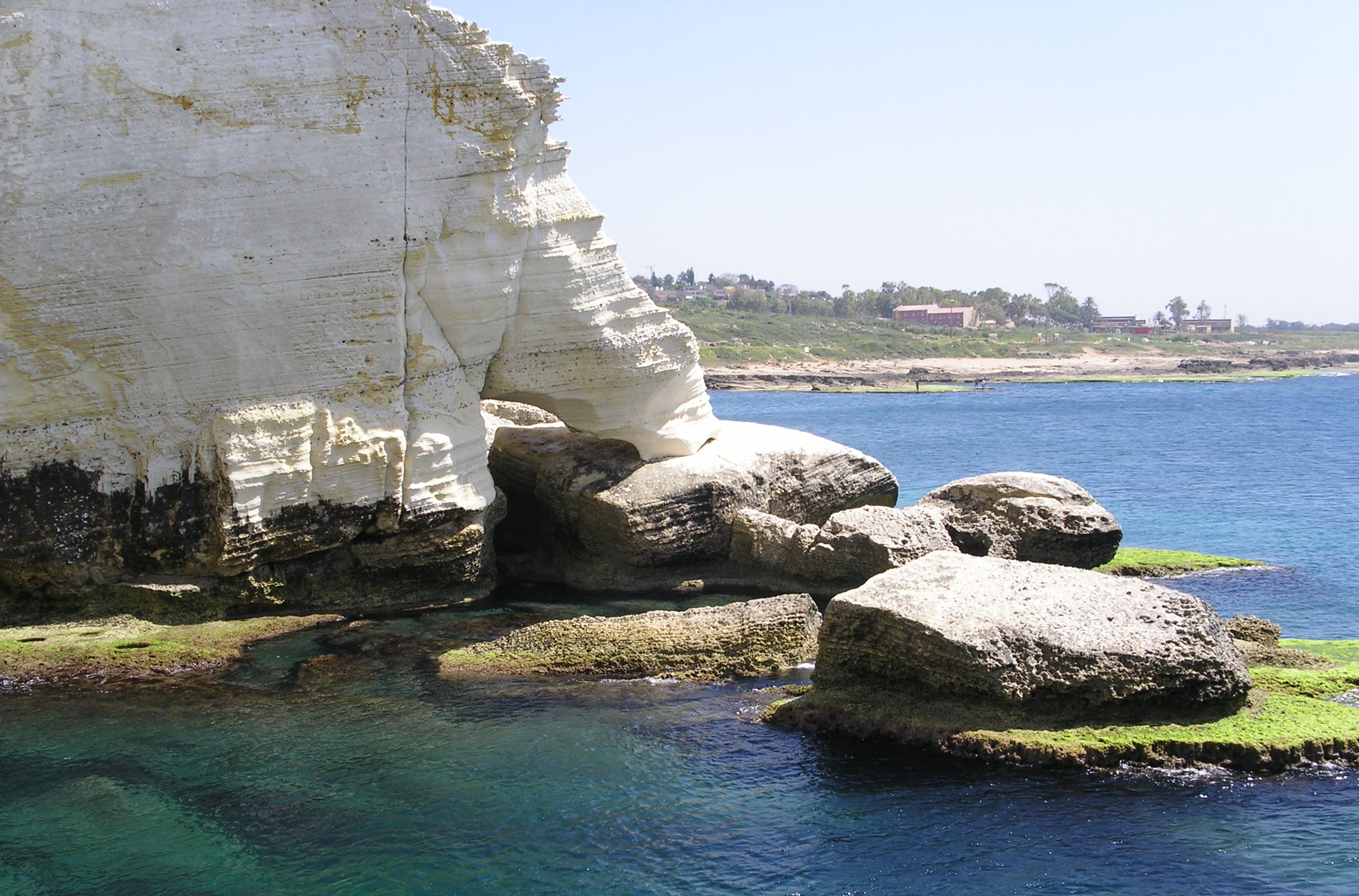
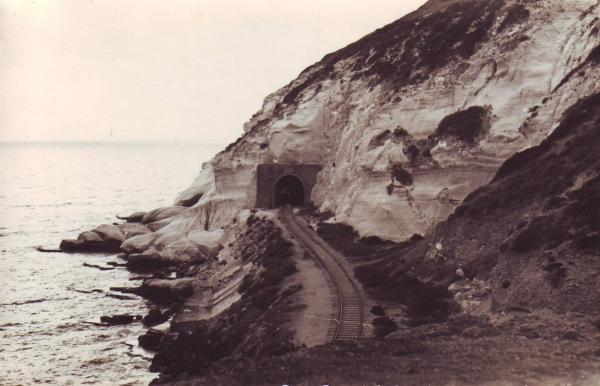
Старая железная дорога
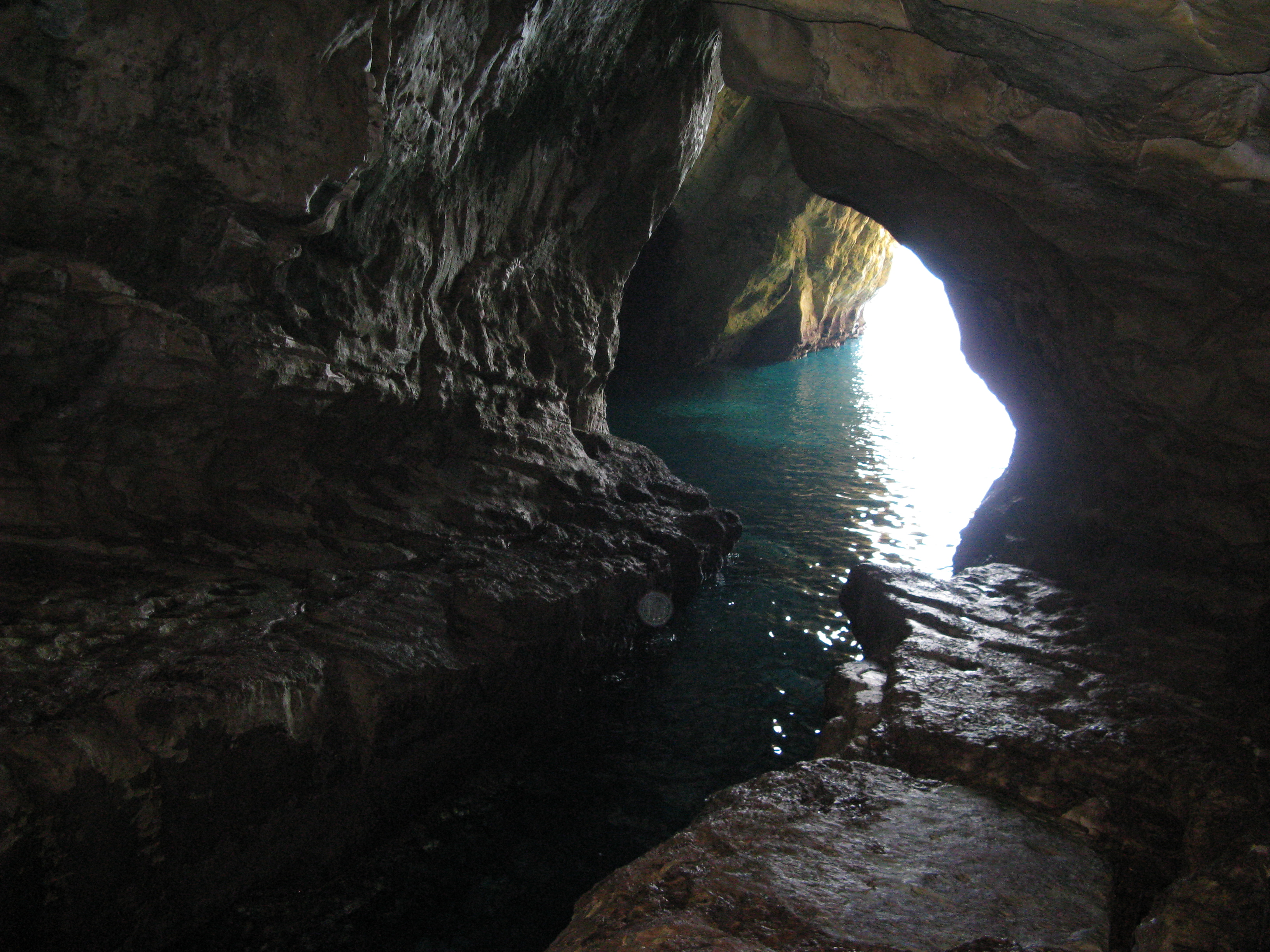
Внутри грота
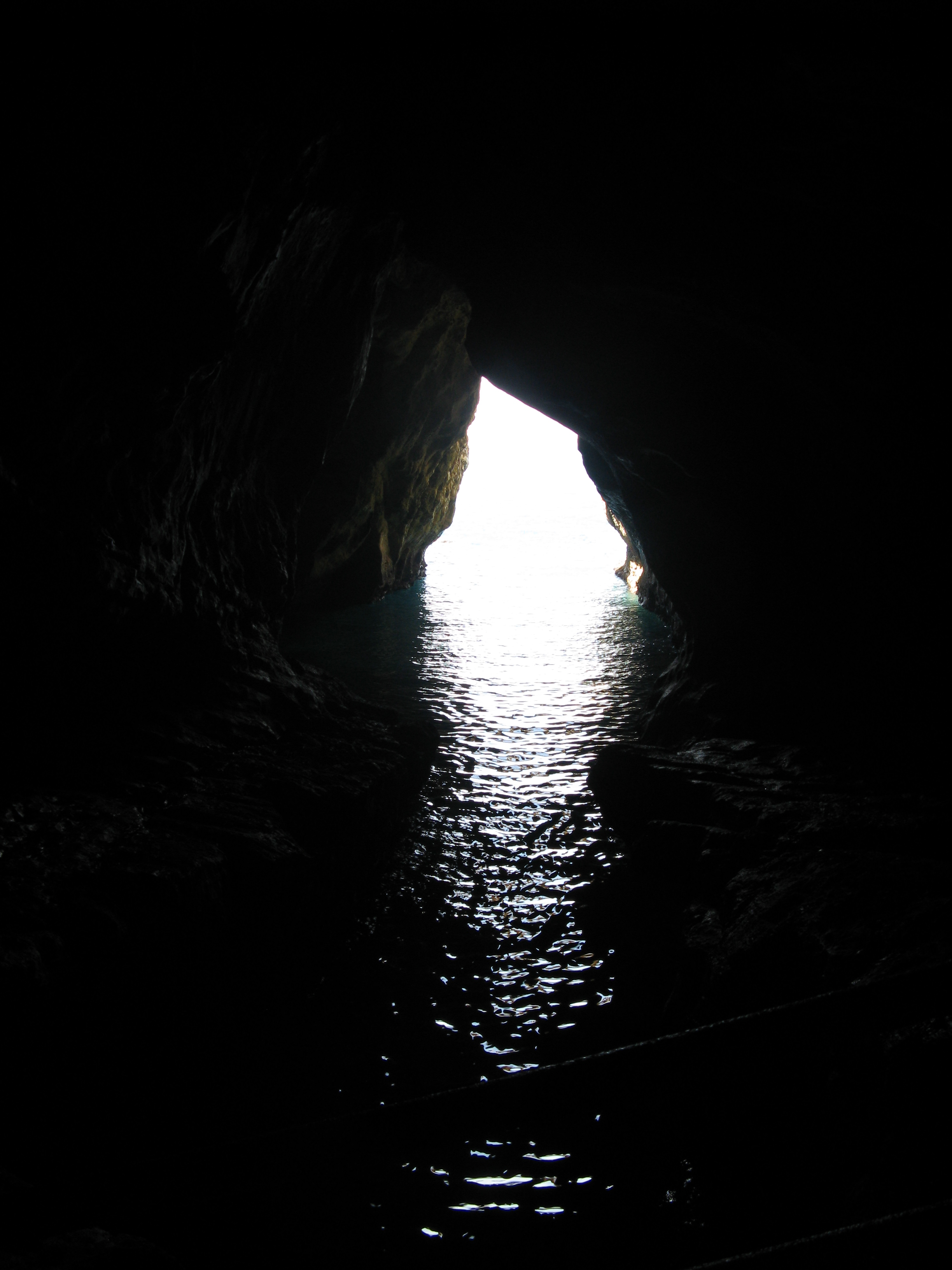
Внутри грота
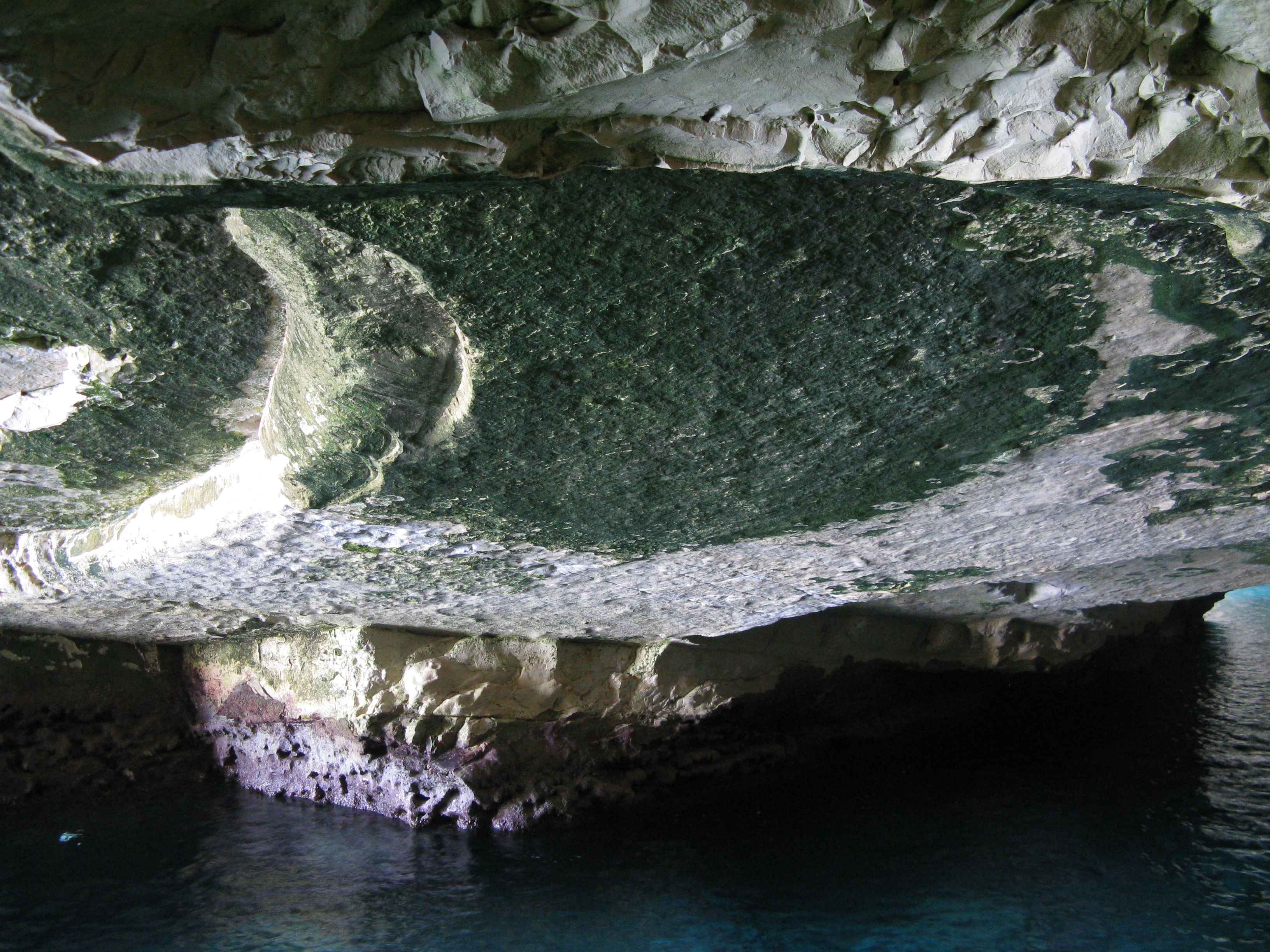
Внутри грота
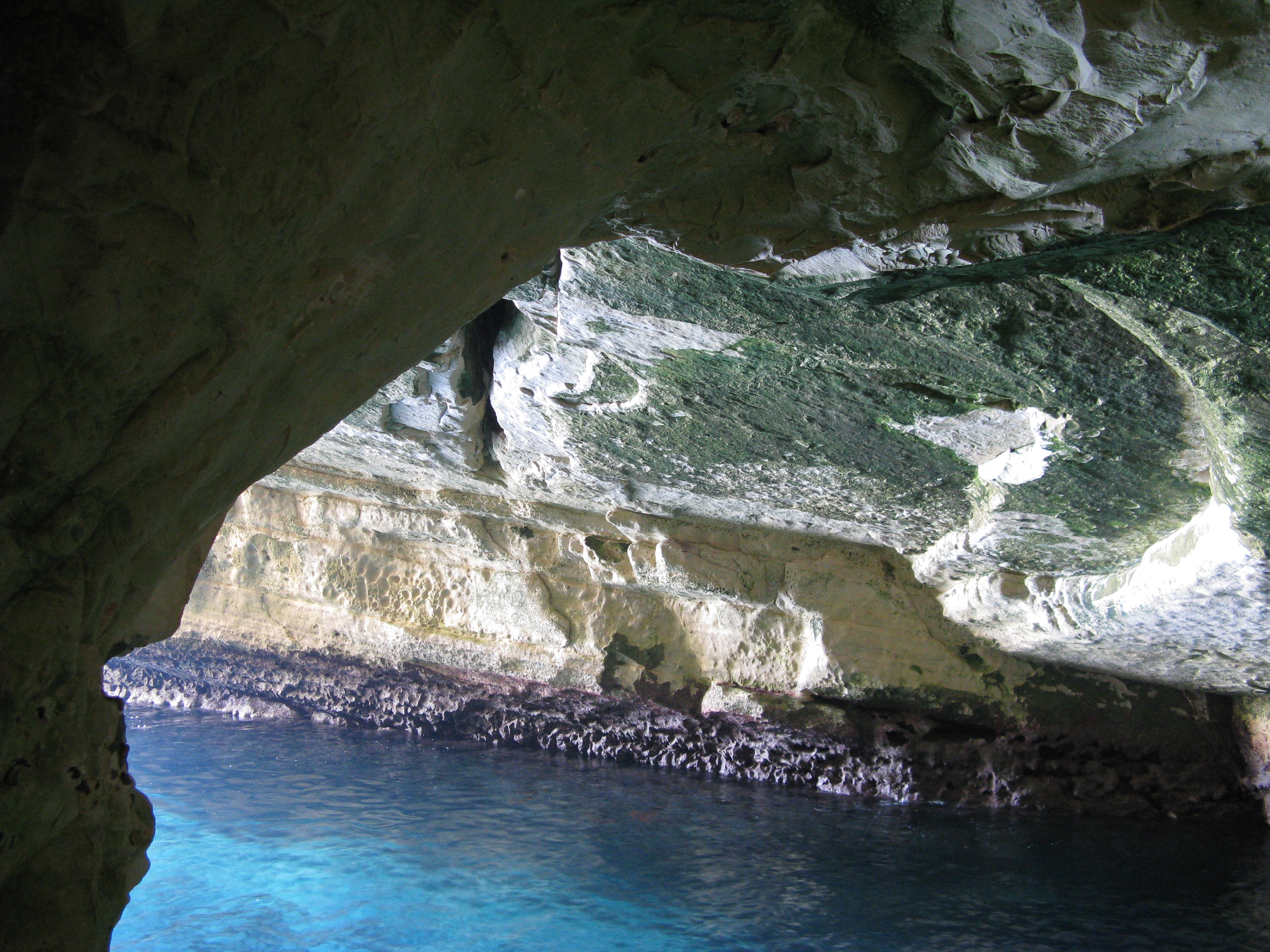
Внутри грота
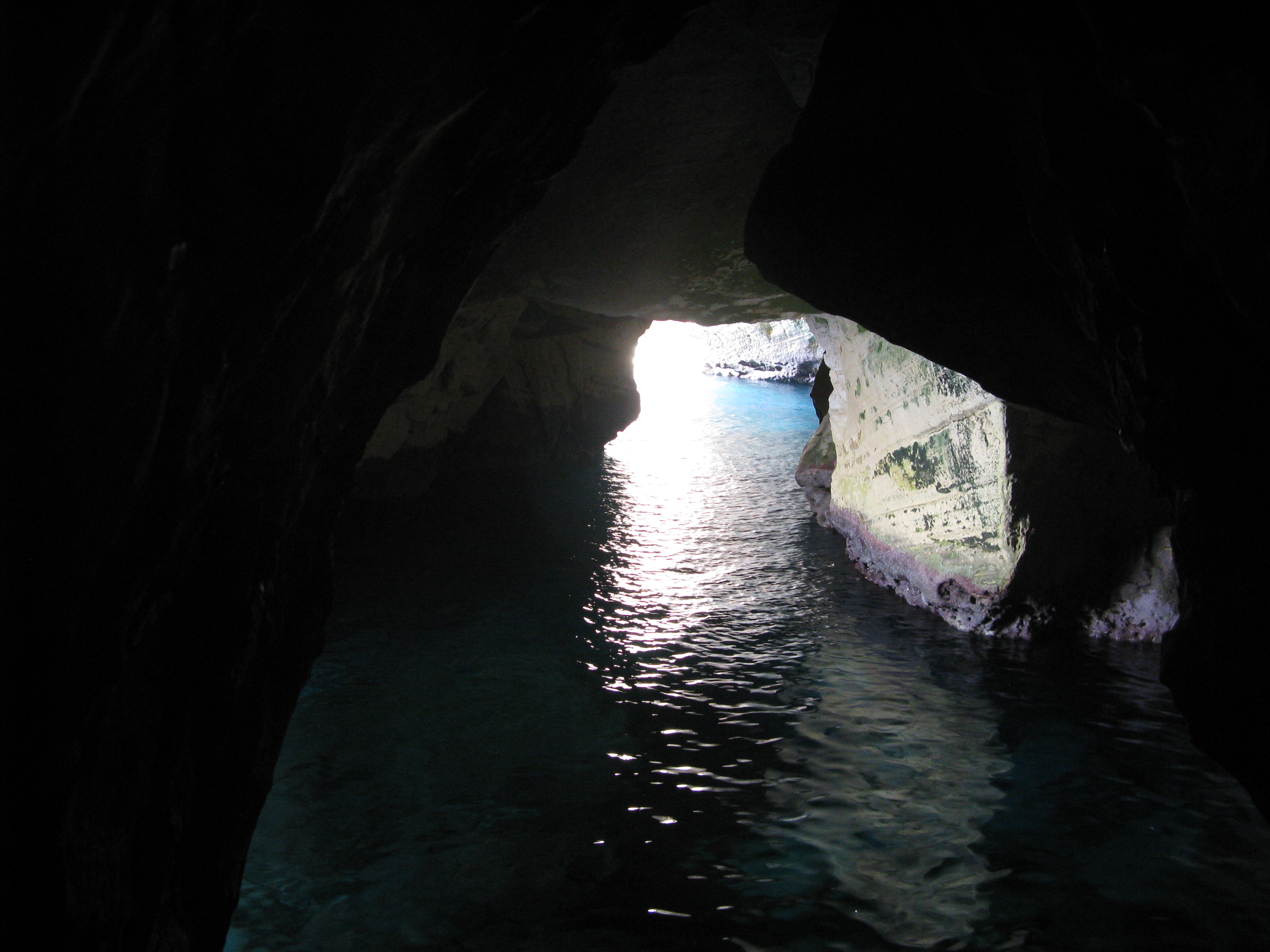
Внутри грота
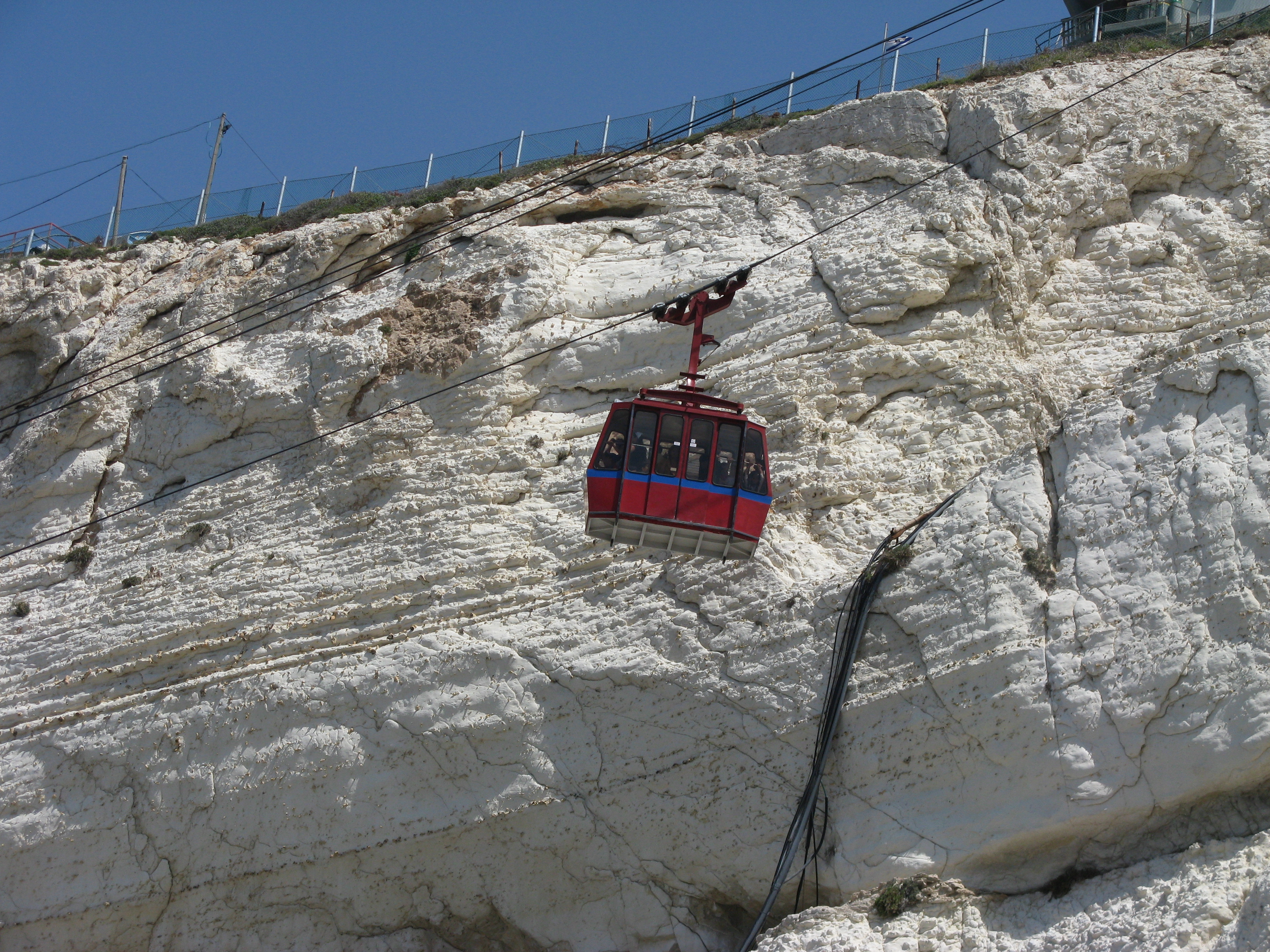
Канатная дорога
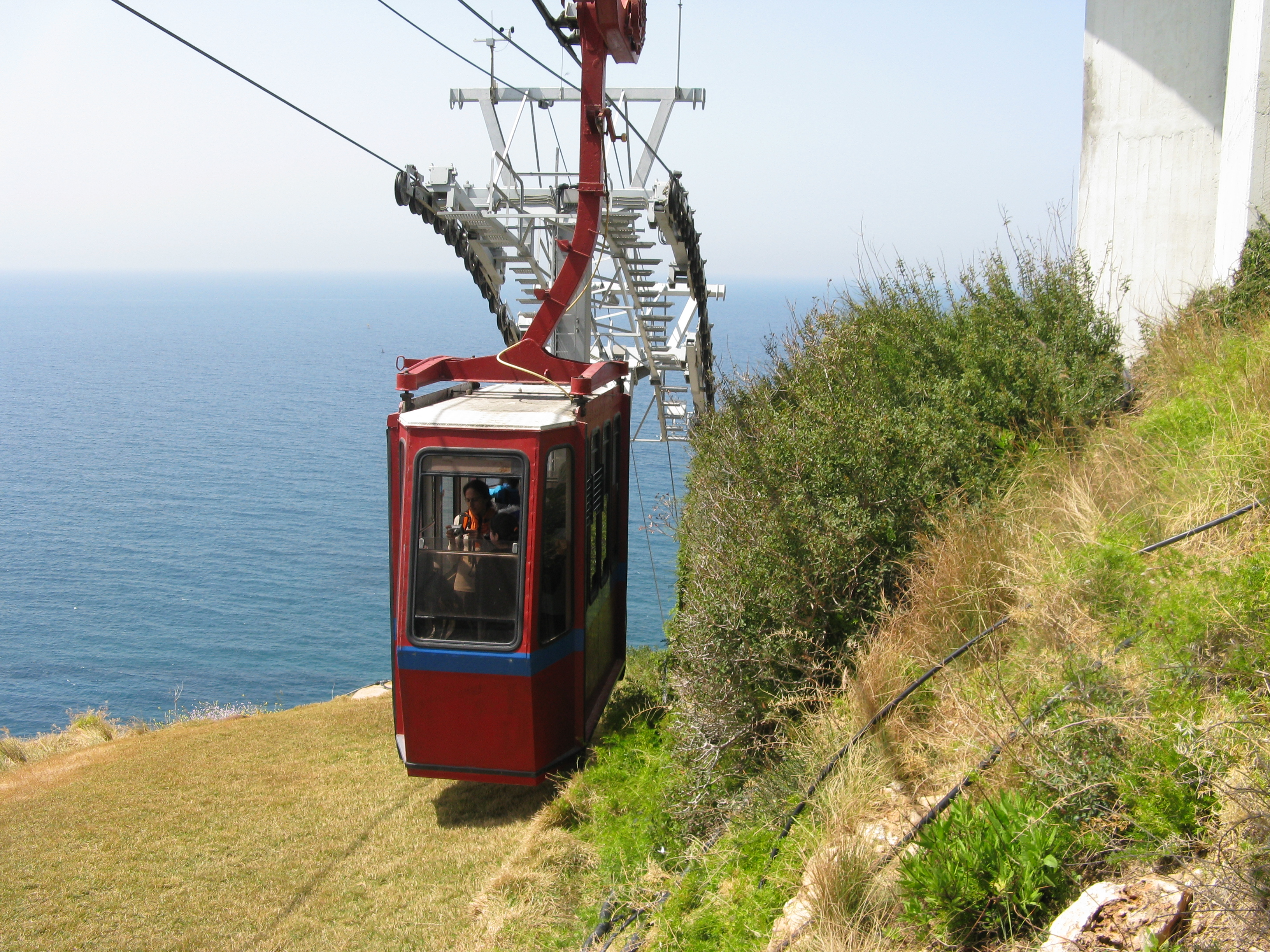
Канатная дорога
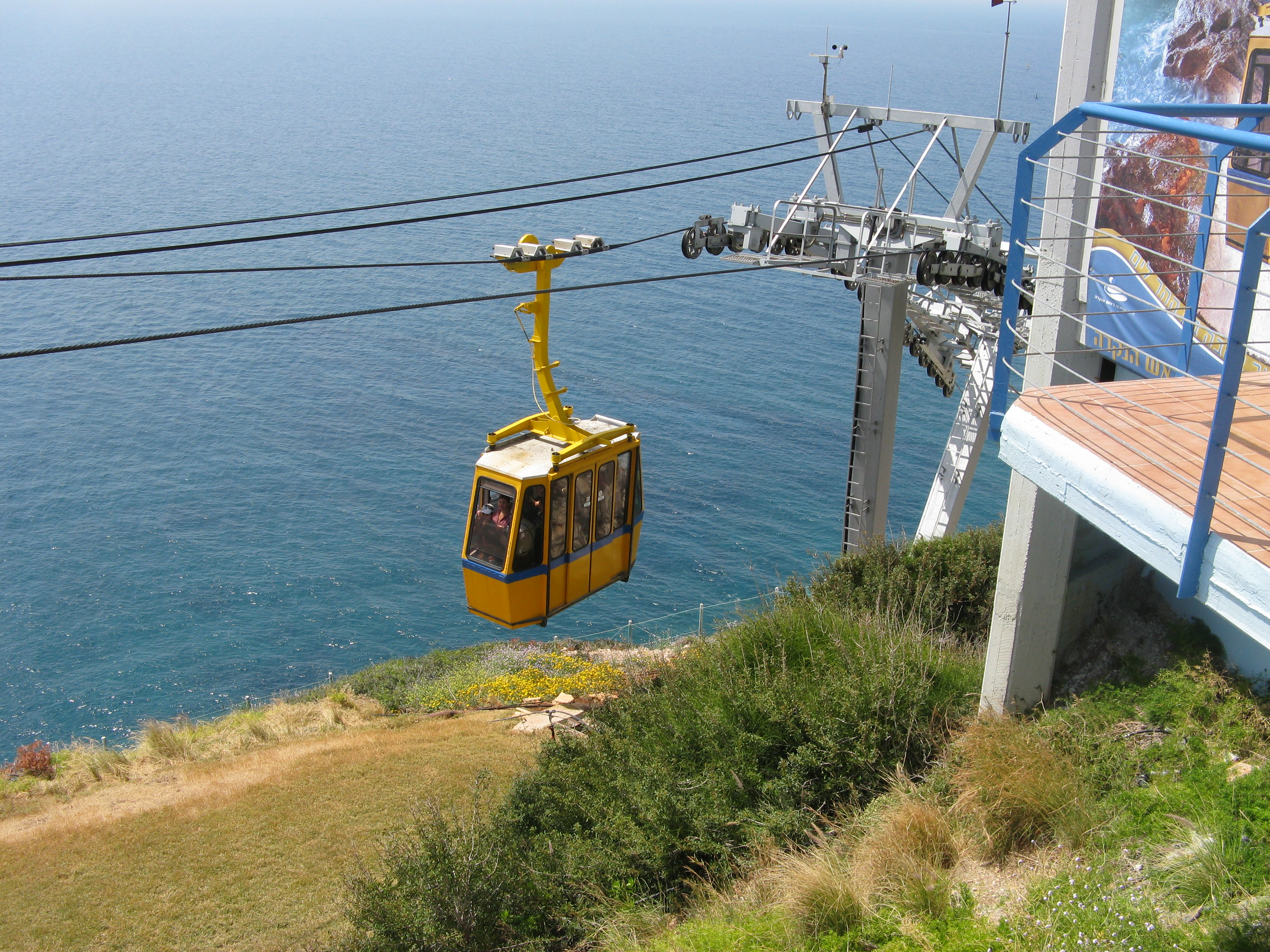
Канатная дорога
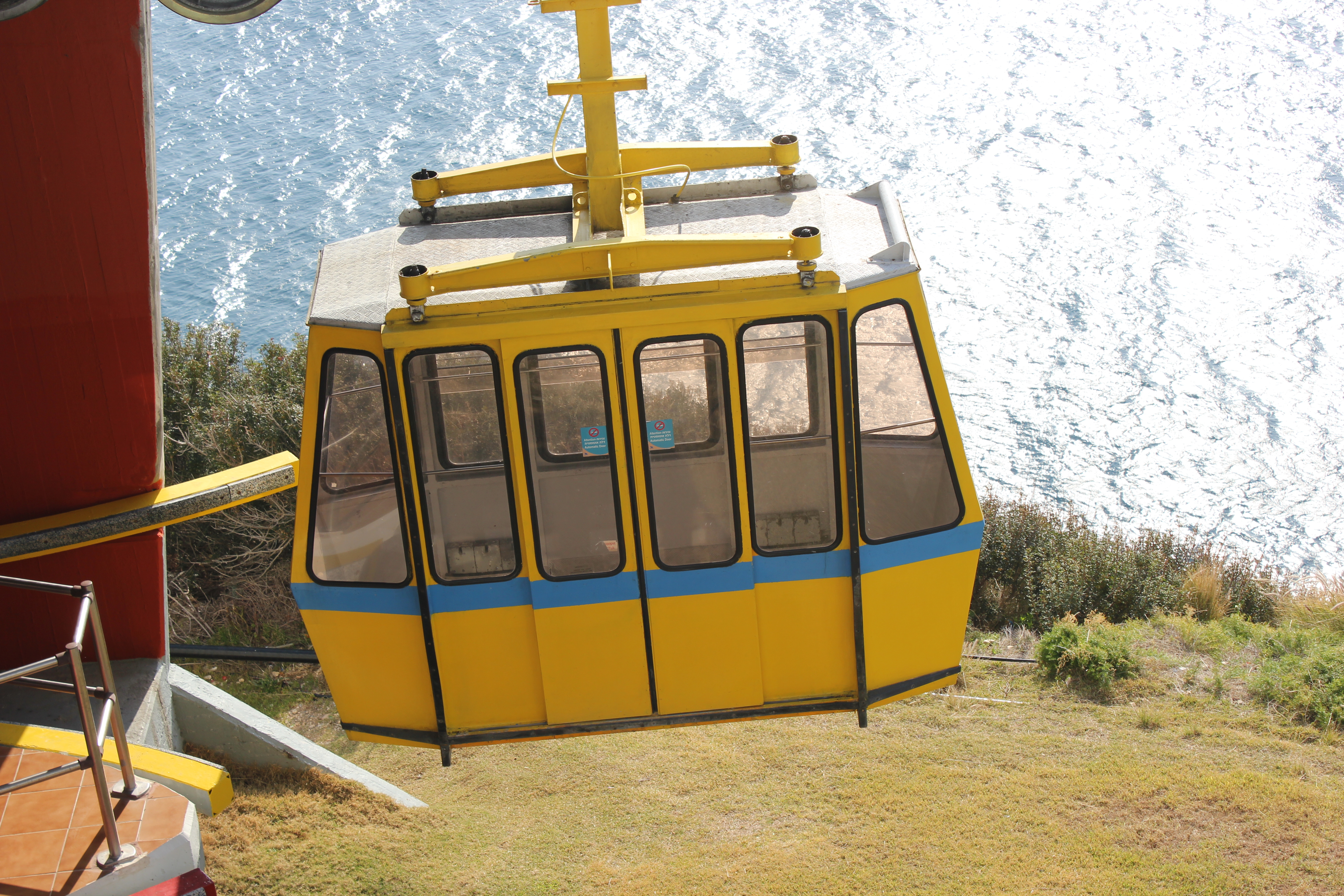
Канатная дорога
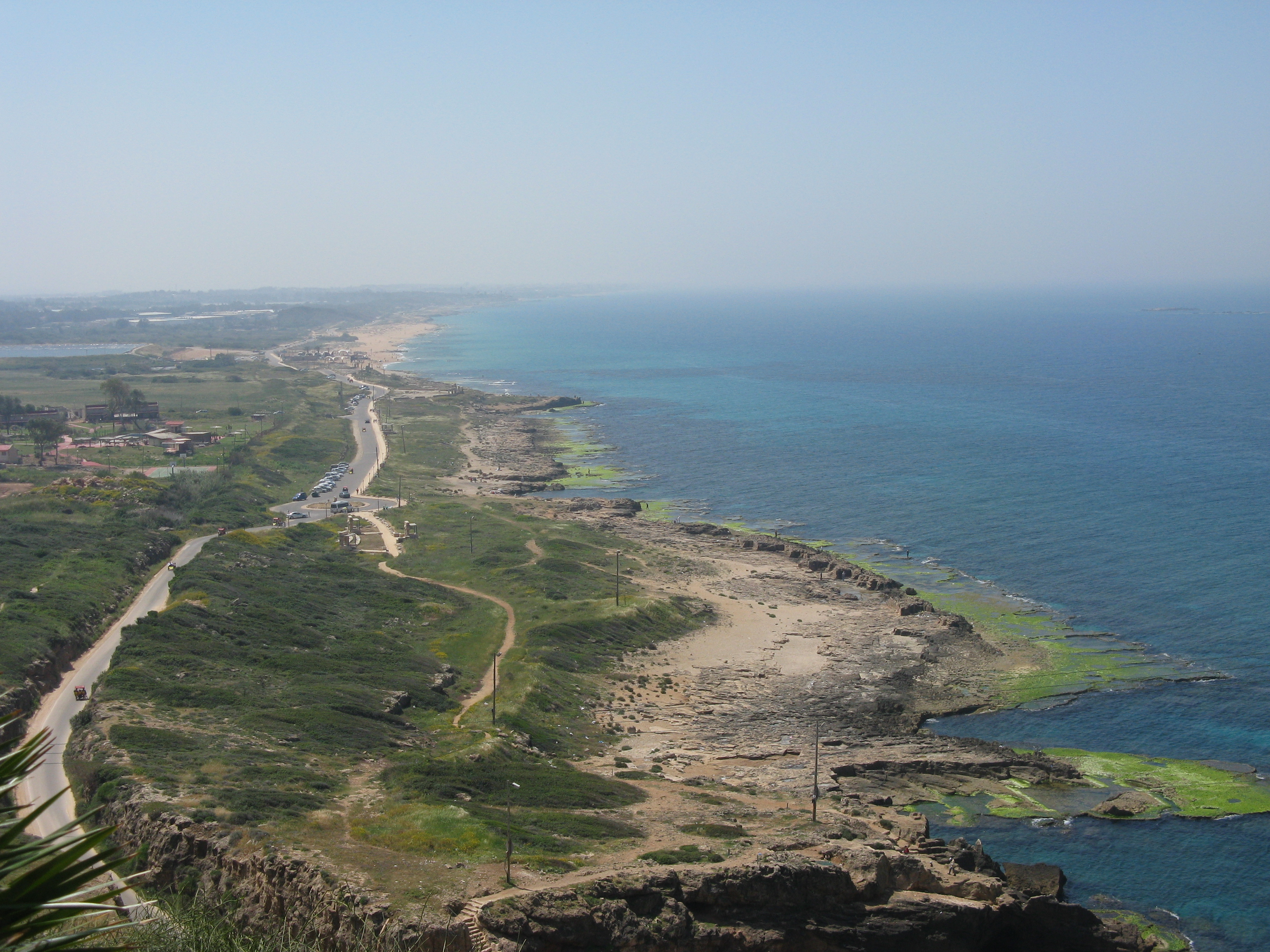
Вид с горы Рош-ха-Никра.